# کریشنا
کریشنا در زبان سانسکریت و آئین هندو به معنی جذاب متعال است.
کریشنا ظهور ویشنو در پنج هزار سال پیش در جنگی بزرگ به نام کوروکشترا بوده‌است. طی این جنگ، کریشنا به دوست و مرید خود آرجونا آموزش‌های مهمی را در زمینهٔ شناخت روح، خداوند، و سه راه رسیدن به خداوند یعنی راه شناخت (جنانایوگا)، عمل (کارما یوگا)، و عشق (باکتی یوگا) را ارائه می‌دهد. این آموزش‌ها در کتاب باگاوادگیتا آمده‌است که کتاب مقدس اکثریت شاخه‌های آیین هندو بوده و خود بخشی است از حماسه بزرگ مهاباراتا که به همراه رامایانا دو منظومه حماسی بزرگ هند به‌شمار می‌روند.
طبق این دو منظومه و همچنین تعدادی از پوراناهای هند، کریشنا یکی از اوتاره‌ها یا ظهورات خداوند (ویشنو) بر روی زمین است.
در بهگود گیتا کریشنا بارها خود را شخصیت اعلای خداوند و منشأ تمام کائنات معرفی می‌نماید. آرجونا در قسمتی از این گفتگو از او می‌خواهد فرم اصلی و جهانی خود را به او نشان دهد که این درخواست مورد اجابت کریشنا قرار می‌گیرد.

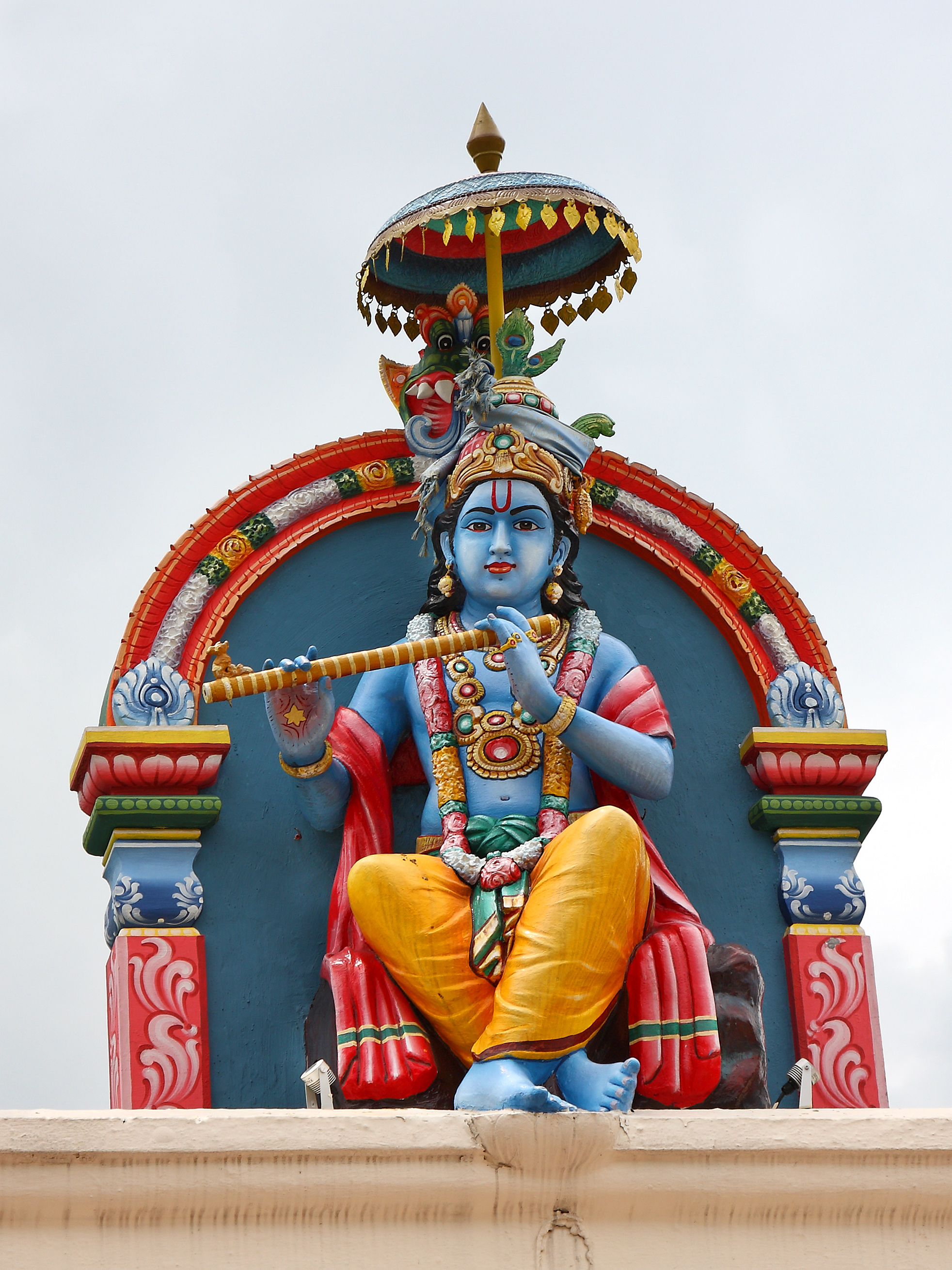
معبد میریام، تندیس کریشنا

به عقیدهٔ بودائیان کریشنا از مظاهر ظهور می‌باشد. همچنین به عقیدهٔ آنان کریشنا بنیان‌گذار هندوئیسم است.

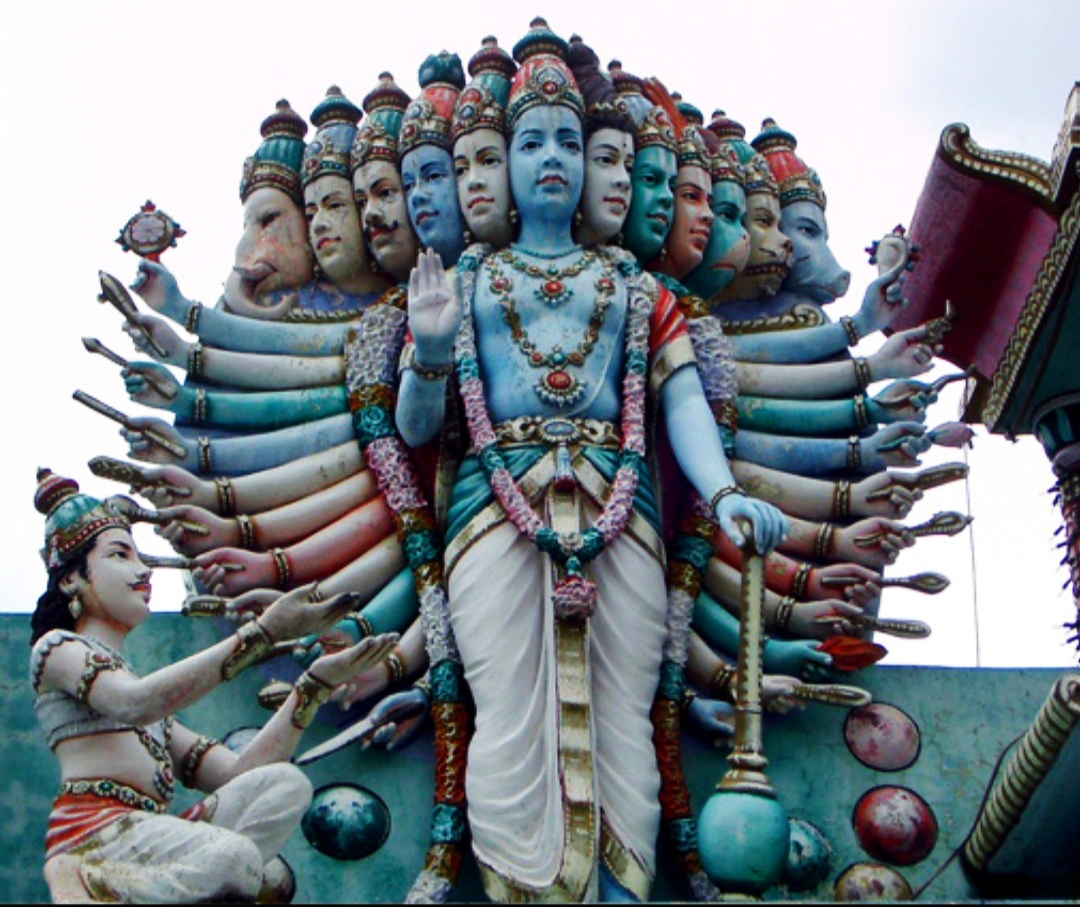
وجوهِ کریشنا

## کریشنا در متون دیگر هند
از جمله منابع مهم دیگری نیز که در آن‌ها کریشنا، به عنوان خداوند معرفی و ذکر شده عبارت است از بهگود پورانه (شریماد باگاواتام)، منظومه مهاباراتا، شری براهما سامهیتا، و نارادا باکتی سوترا.
منابع دیگری نظیر شری چایتانیا چاریتامریتا و شری بریهاد باگاواتامریتا وجود دارد که به همراه منابع ذکر شده، مختص شاخه گودیا وایشناوا به‌شمار می‌رود.

## سه وجه خداوند
در آئین هندو سه وجه از خداوند معرفی می‌شود و هریک از شاخه‌های هندو یکی از این وجوه را به عنوان وجه اصلی و منشأ دیگران تلقی می‌نمایند. این سه وجه عبارتند از:
1. برهمن: وجه بدون فرم خداوند که مانند نور خورشید در همه‌جا گسترده‌است. این وجه خداوند بیشتر موضوع اوپانیشادها است.
2. پارام آتما: وجهی از خداوند که در دل تمامی اجزاء، پدیده‌ها، و در قلب هر انسان حضور دارد.
3. بهاگاوان: وجه دارای فرم که در قلمرو روحانی خود، خارج از جهان مادی سکونت دارد.

کریشنا همان وجه سوم یا بهاگاوان است.

## چهار اصول تنظیمی
1. نخوردن گوشت، ماهی و تخم مرغ (lacto - گیاه‌خواری)
2. نداشتن رابطه جنسی نامشروع
3. قمار نکردن
4. عدم استفاده از مواد مسمومیت‌زا (از جمله الکل، کافئین، تنباکو و دیگر مواد مخدر تفریحی)